# Eurypoda nigrita
Eurypoda nigrita là một loài bọ cánh cứng trong họ Cerambycidae.